# فرانك وات
فرانك وات (بالإنجليزية: Frank Watt)‏ هو لاعب كرة قاعدة أمريكي، ولد في 15 ديسمبر 1902 في واشنطن العاصمة في الولايات المتحدة، وتوفي بنفس المكان في 31 أغسطس 1956.